# Hell Bent for Leather (canción)
«Hell Bent for Leather» es una canción de la banda británica de heavy metal Judas Priest, incluido como la cuarta pista de su álbum Killing Machine de 1978. En el mismo año se lanzó como el primer sencillo de este, pero solo para el mercado japonés a través de Epic Records.
Fue escrita en su totalidad por el guitarrista Glenn Tipton, que según sus palabras está inspirada en «un ser, un dios más rápido que nadie, el cual puedes relacionar con una motocicleta (...) o simplemente una persona que vive al límite, pero que posee autocontrol». El término «Hell Bent for Leather» hace alusión a que el Infierno está preparado para recibir a los atrevidos fallecidos, aunque posee un doble sentido, pues esta expresión es también usada en inglés de forma similar a «rápido como el viento» en castellano. Desde su lanzamiento ha sido interpretada en todas sus giras desde Killing Machine Tour, donde se le agregó una característica especial ya que antes de empezar la canción, Rob Halford entra al escenario arriba de una motocicleta y luego Tipton interpreta un breve solo antes de iniciar el riff principal.

## Versiones
Tras su lanzamiento ha sido versionado por otros grupos musicales como para algunos conciertos en vivo, álbumes tributos o en sus respectivos discos. La banda Austrian Death Machine la versionó para su EP A Very Brutal Christmas, mientras que Warrant la grabó para el disco tributo Hell Bent Forever: A Tribute to Judas Priest, Annihilator la versionó para el también álbum tributo A Tribute to the Priest del 2004 y Soulless también la versionó para On Your Knees: A Tribute to Judas Priest. Por su parte, Godsmack tocó parte de la canción en un concierto en vivo junto a otros temas de los británicos; «Electric Eye» y «Victim of Changes». A su vez, se incluyó en el videojuego Guitar Hero: Metallica, en la película Adventures of Power de 2008 y en el capítulo «Surprise, Surprise» de la serie de televisión That '70s Show.

## Lista de canciones
| N.º | Título                  | Escritor(es)             | Duración |  |
| 1.  | «Hell Bent for Leather» | Tipton                   | 2:41     |  |
| 2.  | «Evil Fantasies»        | Halford, Tipton, Downing | 4:15     |  |

## Músicos
- Rob Halford: voz
- K.K. Downing: guitarra eléctrica
- Glenn Tipton: guitarra eléctrica
- Ian Hill: bajo
- Les Binks: batería